# Бандата на Кели
„Бандата на Кели“ (на английски: Ned Kelly) е филм от Австралия, Обединеното кралство и Франция за живота на австралийския разбойник Нед Кели, режисиран от Грегър Джордан.
Във филма участват Хийт Леджър (в ролята на Нед Кели), Орландо Блум и Джефри Ръш.
Филмът е от 2003 г. и трае 110 минути.